# Bocchar deflectens
Bocchar deflectens är en insektsart som beskrevs av William Lucas Distant. Bocchar deflectens ingår i släktet Bocchar och familjen hornstritar. Inga underarter finns listade i Catalogue of Life.